# Nachal Maš'an
Nachal Maš'an (hebrejsky: נחל משאן) je krátké vádí v Horní Galileji, v severním Izraeli.
Začíná v nadmořské výšce okolo 600 metrů, na severním úpatí vrchu Har Janoach na okraji města Januch-Džat, respektive jeho části Januch. Směřuje pak rychle se zahlubujícím a zalesněným údolím k severozápadu, přičemž míjí z jihu obec Kfar Vradim. Ústí potom zleva do vádí Nachal Jechi'am.